# Attila Hörbiger
Pour les articles homonymes, voir Hörbiger.
Attila Hörbiger (né le 21 avril 1896 à Budapest et mort le 27 avril 1987  à Vienne) est un acteur autrichien qui fut sympathisant nazi sous le troisième Reich.

## Biographie
Attila Hörbiger est le fils de l'ingénieur et cosmologue Hans Hörbiger, et le frère de l'acteur Paul Hörbiger.
Il naît à Budapest, puis la famille s'installe en 1903 à Vienne. Il est élève au lycée de l'abbaye de St. Paul im Lavanttal de 1906 à 1914, où il reçut sa première expérience du théâtre. Il fit ses débuts d'acteur en 1919 à Wiener Neustadt, poursuivit ses représentations à la Schwäbische Volksbühne de Stuttgart, puis à  Bolzano en 1920, au Raimundtheater de Vienne et à Bad Ischl en 1921, au Stadttheater Reichenberg en 1922,  Jarno-Bühne de Vienne en 1923, à Brünn en 1925 avant de s'établir au Neuer Theater de Prague de 1926 à 1928.
Attila Hörbiger épouse la cantatrice Consuelo Martinez le 14 juin 1924, dont il divorcera le 26 novembre 1934.
Hörbiger fut de 1928 à 1949 membre de la troupe du Theater in der Josefstadt de Vienne.
Il se remarie avec Paula Wessely le 23 novembre 1935. Trois filles naîtront de cette union :  Elisabeth Orth (1936), Christiane Hörbiger (1938) et Maresa Hörbiger (1945). De 1935 à 1937 puis de 1947 à 1951 il interpréta annuellement Jedermann au Festival de Salzbourg.
Après l’Anschluss, Hörbiger adhéra au parti nazi (n° de carte 6 295 909) ; il était cependant sympathisant nazi depuis plusieurs années avant cette date, malgré l'interdiction du parti en Autriche. Avec sa seconde épouse, l'actrice Paula Wessely, il interpréta un premier film de propagande austro-fasciste : Ernte, puis en 1941 Heimkehr, un film anti-polonais et antisémite de Gustav Ucicky ; ce film a été interdit après l'armistice dans le cadre de la Dénazification.
Hörbiger réapparut à partir 1947 au Festival de Salzbourg. De 1950 à 1975, il fut membre de la troupe du Burgtheater de Vienne. Le 15 octobre 1955, pour la réouverture du Burgtheater, il interprétait le rôle de Rodolphe de Habsbourg dans La Fortune et la Mort du roi Ottokar de Franz Grillparzer. Par la suite, Le 6 avril 1974 Hörbiger joua la première de Nathan le Sage au Burgtheater, et sa fille benjamine, Maresa, y interprétait le rôle de Recha. La dernière apparition sur scène de Hörbiger a lieu en 1985 : il interprète l'Hiver dans la fantasmagorie de Ferdinand Raimund, Le Diamant du Roi-Esprit.
Il repose dans le Cimetière de Grinzing (groupe 6, 3 rangée, concession n°3) aux côtés de sa femme. Son petit-neveu Cornelius Obonya a repris depuis 2013 le rôle de Jedermann au Festival de Salzbourg.

## Filmographie partielle
- 1930 : L'Immortel Vagabond de Gustav Ucicky et Joe May
- 1931 : Die grosse Liebe de Otto Preminger : Franz
- 1936 : La Favorite du maharadjah (Die Liebe des Maharadscha) d'Arthur Maria Rabenalt
- 1937 : Première de Géza von Bolváry